# Lago Işıklı
El lago Işıklı (en turco: Gölü Işıklı) es un lago de agua dulce en la región del Egeo en Turquía se extiende en Çivril entre las provincias de Denizli y Afyonkarahisar. El lago está rodeado por los límites de varios distritos. Un municipio en la orilla del lago y que forma parte del distrito de Çivril lleva el mismo nombre que el lago (Işıklı).
El lago se encuentra a una altitud de 821 metros sobre el nivel del mar y su superficie es de 73 km² (otras fuentes mencionan 49 km²). Sus aguas alimentadas por corrientes se utilizan para el riego de las tierras agrícolas circundantes y es también un importante centro pesquero.
El lago Işıklı es un importante sitio para la cría de aves acuáticas y una gran cantidad de aves de caza de invernada. Fue seleccionada área importante para las aves por BirdLife International.  Algunas de las especies que se reproducen o migran a través del lago Işıklı son: Anser albifrons, pato colorado, parrón europeo, parrón pardo, Ardeola ralloides, Fulica atra, entre otras.